# Полевой (Свердловская область)
Полевой — посёлок в Сысертском районе Свердловской области России. Входит в Сысертский муниципальный округ.
Ранее посёлок входил в состав Патрушевского сельсовета Сысертского района.

## География
Посёлок Полевой расположен преимущественно на открытой местности, в юго-восточной окрестности Екатеринбурга. Северо-западная окраина посёлка выходит к Южному лесопарку, находящемуся в пределах Чкаловского района города. В пределах посёлка Полевого расположен коллективный сад «Ручеёк». Расстояние от посёлка до районного центра — города Сысерти — 22 километра по прямой, 29 километров по автодорогам.

## История
До 1966 года назывался посёлком участка отделения № 5 Бородулинского совхоза. Нынешняя граница посёлка была установлена 2 августа 2007 года.

## Население
| 2002 | 2010 | 2021 |
| ---- | ---- | ---- |
| 89   | ↘84  | ↗129 |

## Инфраструктура
В посёлке есть фельдшерский пункт, магазин и загородный клуб «Природа».

### Промышленность
В посёлке Полевом расположены предприятия:
- логистический центр фирмы «Пивзавоз»,
- предприятие по ремонту фургонов «Автокомплекс-Урал»,
- предприятие по производству снеков Averton snack.